# CTY-FM
CTY-FM（シーティーワイエフエム）は、超短波放送（FMラジオ）の特定地上基幹放送事業者であるシー・ティー・ワイ（CTY）が運営するコミュニティ放送である。三重県四日市市および三重郡菰野町の各一部地域を放送区域としている。
CTYに合併されるまでは別会社のエフエムよっかいち株式会社として運営していた。

## 概要
1999年7月30日、エフエムよっかいち株式会社が設立され、同年9月1日にコミュニティ放送局を開局した。長らく「PORT WAVE（ポートウェイブ）」の愛称でコミュニティ放送を運営していた。
本社と演奏所（スタジオ）は四日市市本町8番2号、送信所は四日市港ポートビルにある。また、かつてサテライトスタジオが四日市一番街商店街内の文化の諏訪駅にあった。放送エリアは、四日市市と菰野町の他、鈴鹿市、いなべ市、桑名市、朝日町、川越町、東員町で、エリア内合計人口77万6千人の85%をカバーする。
CTYとエフエムよっかいちは、2017年4月1日付で合併。エフエムよっかいちの名称も2017年4月1日付でコールネームから外された。時報通知の際も「CTYが午前（あるいは午後）○○時をお伝えします」とCTY提供であることを明示している。呼出名称は放送内で用いられていない。新しいジングルはエレキギターのソロの後、「シー・ティー・ワイ・エフエム（×2-3）セブンティ・シックス・ポイント・エイト（×1）」。予報・正報音は省略される。

## 沿革
- 1999年（平成11年）
  - 7月30日 - エフエムよっかいち株式会社設立。
  - 9月1日 - 開局。愛称は「FM Portwave」。
- 2008年（平成20年）6月10日 - SimulRadioに参加。インターネットでの聴取が可能となる。
- 2011年（平成23年）4月1日 - CTYの完全子会社となる。
- 2014年（平成26年）
  - 2月21日 - 菰野中継局（周波数:76.8MHz、空中線電力:5W、ERP:14W）の免許取得[3]。
  - 3月6日 - 菰野中継局を開局。
- 2015年（平成27年）7月1日 - 独自のスマートフォン向け聴取アプリを開発・リリース[4]。
- 2017年（平成29年）
  - 4月1日 - CTYとの合併に伴い、愛称を「CTY-FM」へリニューアル[5]。従来用いられてきたコールネーム「エフエムよっかいち Portwave」が「CTY-FM」に置き換えられるとともに、エフエムよっかいちの名称が消滅。公式サイトからも「エフエムよっかいち」の名称が消えた[6]。この日は特別番組「わたしと街の未来～この街で出来る事・したい事」を9時間50分にわたって展開した。
  - 5月 - FM++の公式ホームページからWindowsのブラウザのほとんどで聴取可能になった。
  - 9月30日 - ListenRadioによる配信を終了[7]。10月1日からは独自のスマートフォン・iPhone向け聴取アプリのみ使用可能。
- 2018年（平成30年）10月までに携帯端末向けインターネットラジオの配信をFM++（PC・スマートフォン・iPhone）とFM聴（スマートフォン・iPhone[8]）に変更。SimulRadioのホームページからCTY-FMの「放送を聴く」をクリックするとfmplaplaへリンク[9]されるようになった。
- 2019年（令和元年）9月 - 開局20周年を迎えた。
- 2020年（令和2年）
  - 2月1日 - インターネットラジオが、正式にFM++音源へ変更[10]。FM聴からの配信を終了。
  - 9月 - CTY-FM専用アプリが終了され、FM++アプリからのみの聴取に変更されることが明らかになった[11]。
- 2022年（令和4年）11月24日 - 桑名市に桑名中継局を開局。

## 放送構成
2012年（平成24年）3月までは自社制作番組以外の時間はJ-WAVEの番組を放送していたが、同年4月よりミュージックバードに変更された。地域住民とインターネット利用者をターゲットとした番組構成。番組の制作を支えているのはボランティアのパーソナリティとディレクターである。
地元のアーティストを支援することがあり、四日市発インディーズバンド・スプーンタップが3人編成だったころ、また国際ノンルーフ楽団解散間際に番組枠を与えていた。減災対策は三重県のコミュニティFMの中でも特に力を入れており、2017年の台風情報では平時の番組を休止して警報解除までノンストップで放送した。番組CM「みんなの夢を教えてください」はPORT WAVE時代から引き継いでいる。2017年は高校野球の地方大会や、ヴィアティン三重のサッカー中継など、スポーツ実況にも力を入れていた。

## 2025年7月現在の番組
◇印は生放送。

### 平日
- Refresh Music（月 - 金 6:25 - 6:30）
- ブエノスディアス、タンゴでおはよう（月 - 金 6:30 - 6:50、日 21:00 - 22:40） - FMららでも放送
- MAKOMO Station（毎日 6:50 - 6:59、18:50 - 18:59） - 熊野市行政情報番組
- ◇Morning Wave（月 - 金 7:00 - 8:54） - CTYテレビでも同時放送。
- ラジオ なんやかんや（月 - 金 8:54 - 9:00）
- AI天気予報（月 - 金 11:55 - 12:00）
- ◇Evening Wave（月 - 金 16:00 - 18:49）
- ◇カリブ文学者山本伸のMonday Nite GrooVe!（月 19:00 - 19:59）
- 気分はING（火 19:00 - 19:29、再放送 土 18:00 - 18:29）
- 酒商ラジオ（火 19:30 - 19:59） - 三重県立四日市商業高等学校 放送部制作
- 晃一伯枝のあなたらしく自分らしく（水 19:00 - 19:59、再放送:金 15:00 - 15:59）
- 畳屋じゅんちゃんの応援大作戦 ラジオdeご縁（水 20:00 - 20:29、再放送：土 21:00 - 21:29）　- ラジオ・ラブィートにネット
- 辻彩花・黒羽紗妃の「乙女の恋ラジオ」（水 20:30 - 21:00・再放送：日 18:00 - 18:29）
- 四日市!夜はこ・れ・か・ら☆★ ～ニシウラ水曜LateShow～（水 21:00 - 21:59）
- 知って得する福祉の話（木 12:00 - 12:30 ・再放送：日 20:00 - 20:29）
- ラジオはまぐり（木 12:54 - 13:00） - 桑名市行政情報番組
- 晃一&直子MEET The Bright Future～楽しい明日のために～（木 13:00 - 15:59、再放送：水 13:00 - 15:59）
  - 13:30頃 自然のちからで健康ライフ
- 湯の屋発‼︎青春らぢお（木 19:00 - 19:29、再放送：土 17:30 - 17:59）
- Auf geht’s四日市!（木 19:30 - 19:59） - TSV1973四日市情報番組
- ◇こちら北勢よろづ研究所（金 12:00 - 13:59）
  - ◇御在所岳からこんにちは スカイスタジオ1212（13:30頃 - ）　- 御在所ロープウエイから生中継
- わんこ好きのわんこ話（金 14:00 - 14:16、再放送：土 18:30 - 18:45）
- みえ4局ご当地ナビ（金 14:30 - 14:59、再放送：土 17:00 - 17:29、日 11:30 - 11:59）※ ads.FM、鈴鹿ヴォイスFM、CTY-FM、いなべFMをローカルネット番組。
- あっきー・はるちゃんの桑名珍道中（金 20:30 - 20:59）
- [ひ]～ちゃんはラジオもロンリーソルジャーボーイ[注釈 2]（金 21:00 - 22:00、再放送：日（土曜深夜） 24:00 - 25:00）

### 休日
- 4-sailsのフォーセール!!（土 11:00 - 11:59、再放送：日 22:40 - 23:39）
- ◇BANKOな土曜日（土 12:00 - 12:59） - ばんこの里会館　特設サテライトスタジオより生放送、出演者募集中している。[12]
- ◇黒田モーター商会のほ・ん・サ・タ（土 13:00 - 13:54）
- アストロウェーブ768（土 19:00 - 19:49、再放送：日 24:10 - 24:59）
- ALO!YOKKAICHI[注釈 3]（土 19:54 - 19:59）
- ハピスマさん!いらっしゃい!（土 20:30 - 20:59、再放送：日 19:30 - 19:59）
- que será, será～stay positive～（土 22:00 - 22:59）
- 音楽煮込み～ ENKA ～男と女（土 23:30 - 24:00）
- マンスリーよっかいち（第1・3・5 日 8:54 - 9:00）
- よっかいちわいわい人探訪!（第2・4 日 8:54 - 9:00、再放送：14:54 - 14:59）
- なうい洋一のコミカル症候群（日 12:00 - 12:59、再放送：月 24:00 - 24:59） - DARAZ FM共同制作。DARAZ FMでも放送。
- めっちゃめちゃ四日市（日 13:00 - 13:59）
- MUSICBOX

### 他局番組
- THE ラブィート演芸「楽市・落語」（月 20:00 - 20:29、再放送：土 23:00 - 23:29） - ラジオ・ラブィート制作
- 小樽からこんばんは（金 19:00 - 19:59） - FMおたる制作
- ～お茶の間 吹奏楽部～ららブラス（日 15:00 - 15:59） - FMらら制作